# Rómulo Betancourt
Rómulo Ernesto Betancourt Bello, född 22 februari 1908, död 28 september 1981, "Fadern av Venezuelas demokrati", var president i Venezuela från och med 1945 till 1948 och återigen från 1959 till 1964. Han var även ledaren för Acción Democrática (AD) - Venezuelas dominerande politiska parti under 1900-talet. Han överlevde ett mordattentat beordrat av Dominikanska Republikens president Rafael Trujillo.

## Introduktion
Rómulo Betancourt, en av Venezuelas genom historien viktigaste politiska personer, hade en tumultartad och kontroversiell politisk karriär i den Latinamerikanska politiken. Perioder i exil satte honom i kontakt med ett flertal Latinamerikanska länder såväl som med USA vilket gjort att han blivit känd som en av de verkligt internationella ledarna i 1900-talets Latinamerika. 
Som ung bildade och ledde han ett flertal radikala studentgrupper. På det tidiga 1930-talet, då han befann sig i Costa Rica, assisterade han vid organiseringen av landets kommunistparti. År 1937 grundade han Partido Democrático Nacional som blev ett officiellt parti år 1941, då som Acción Democrática (AD).

## Första ämbetsperioden som president
Rómulo Betancourt blev president år 1945 genom en militärkupp. Under sin tid som president hann han slutföra en imponerande agenda. Detta inkluderar bland annat deklarationen om universell rösträtt (eng. declaration of universal suffrage), sociala reformer samt säkerställandet av att hälften av alla oljeindustrins vinster stannade i Venezuela. Hans regering arbetade tätt tillsammans med International Refugee Organization för att hjälpa de europeiska flyktingar som inte kunde eller inte ville återvända efter andra världskriget; hans regering tog på sig ansvaret för det legala skyddet och återbosättning för tiotusentals flyktingar som befann sig i Venezuela. Flyktinginitiativet var kontroversiellt även inom regeringen, men delen som leddes av Betancourts jordbruks- och immigrationsminister Eduardo Mendoza Goiticoa, segrade till slut.

## Reformation av oljeindustrin
Under 1941, före AD:s inträde i politiken, fick Venezuela genom skatter på olja in 85 279 158 bolívar av ett totalt oljevärde av 691 093 935 bolívar. Före Betancourts förändringar av skattesystemet fick Venezuela endast en bråkdel av vinsten som de utländska oljeföretagen gjorde. En av Betancourts huvudmål var därför att nationalisera landets oljeindustri. Mexiko hade gjort så år 1938 och eftersom Mexikos ekonomi var diversifierad (mer än Venezuelas) blev det lite eller inget bakslag för dem. Även om nationaliseringen av oljan var ett av AD:s huvudmål insåg de att ekonomin inte var stabil nog att hantera de potentiella bojkotterna från de stora oljeföretagen. Därför ökade regeringen istället skatten för oljeproduktion. Under sena 1940-talet producerade Venezuela nära 500 000 000 fat olja årligen och då produktionen steg följde skatterna efter.
Enligt Betancourt var ökningen av skatter lika effektiv som nationalisering; "Skatteintäkterna ökade från dess till en nivå att nationalisering var onödig för att uppnå maximala ekonomiska fördelar för folket i landet". Oljeföretagen var tvungna att gå med på krav från fackföreningarna och var inte längre tillåtna att göra högre vinster än den venezuelanska regeringen. Betancourts regering hade oftast fullt stöd från fackföreningarna. Då administrationen öppet uppmuntrade arbetare att organisera sig bildades år 1946 500 stycken föreningar. Andra anmärkningsvärda prestationer under den första Betancourtadministrationen inkluderar den initiala utvecklingen av raffinaderier inom Venezuela samt en oerhörd förbättring av arbetsförhållanden och löner.
Juan Pérez Alfonso tjänade som utvecklingsminister (eng. Minister of Development) under den första perioden. Under den andra perioden tjänade Alfonso som Betancourts Minister för gruvor och petroleum (eng. Minister of Mines and Petroleum) och under 1960, grundades genom hans initiativ OPEC i Bagdad, Irak. Det hela triggades av en lag från 1960, instiftad av den amerikanska presidenten Dwight D. Eisenhower, som tvingade fram kvoter för Venezuelas olja och favoriserade den Kanadensiska och Mexikanska oljeindustrin. Eisenhower åberopade nationell säkerhet - möjlighet att nå energitillgångarna landvägen, i tid av krig. Betancourt reagerade med att söka en allians med oljeproducerande arabnationer som en förebyggande strategi att skydda den fortsatta autonomin och vinsterna med Venezuelas olja. Därigenom etablerades det nära bandet mellan den Sydamerikanska nationen och Mellanösternregionen som finns kvar än idag.

## Exil i USA
År 1948 störtade Marcos Pérez Jiménez den valda presidenten Rómulo Gallegos och Betancourt tvingades till exil i staden New York. Under exilen planerade han ett politiskt återkommande byggt på att demokratiska principer och öppna val skulle legalisera hans roll som nationell ledare. Hans visioner blev verkliga och Betancourt valdes till president av folket vid hans återkomst till Venezuela. Han var besluten att för världen avslöja de politiska problem och diktaturerna som plågat landet genom större delen av dess moderna historia. En riskfylld ansats!
"Betancourts tredje, och längsta, period i exil var en tid av enorm frustration. Under hans bästa år --under uppskattningsvis ett decennium, från fyrtio och framåt-- blev han tvingad till relativ inaktivitet och okändhet. Han reste vidsträckt, bodde i Kuba, Costa Rica och Puerto Rico och fortsatte vara ledaren för en opposition i exil gentemot Pérez Jiménez diktatur. Han skrev givetvis även 'Venezuela: Oil and Politics'. Ett strandhus utanför San Juan (Puerto Rico) beredde en stillsam tillflyktsort för hans arbete", skrev Franklin Tugwell i hans introduktion till 1978 års engelska publicering av Betancourts bok."
"Förberedelserna av den här boken har varit lika hektiskt som författarens liv. Jag skrev den först mellan åren 1937-39 då jag gått underjord, gömd från polisen. Den kunde inte publiceras då eftersom ingen venezuelansk utgivare skulle våga riskera att trycka en bok skriven av en som befann sig i en sådan komprometterande position... Den enda maskinskrivna kopian fanns bland mina personliga papper och den försvann med dem då en militär patrull plundrade det hus som jag bodde i när den konstitutionella regeringen blev störtad 24 november, 1948. Det mesta materialet från det första utkastet blev förlorat", skrev Rómulo Betancourt i prologen för den första utgåvan av "Venezuela: Oil and Politics".
Boken publicerades i Mexico City av Editorial Fondo de Cultura Economica år 1956. Den blev dock förbjuden i Venezuela, och på så sätt effektivt censurerad.

## Andra ämbetsperioden som president
Ett decennium senare, efter att Pérez Jiménez drivits bort, blev Betancourt vald till president. Han ärvde en tom skattkista och enorma utländska skulder från den slösaktige Pérez. Betancourt lyckades trots det att få landets ekonomi på rätt köl, trots att petroleumpriserna var oerhört låga under hela hans presidentskap.
Under 1960 skapades två viktiga institutioner av Juan Pablo Pérez Alfonso, Betancourts energiminister: Venezuelas Petroleum Bolag (Corporación Venezolana de Petróleos – CVP) bildades för att övervaka den nationella petroleumindustrin, samt Organization of the Petroleum Exporting Countries (OPEC), den internationella oljekartell som Venezuela etablerat i samarbete med Kuwait, Saudiarabien, Irak och Iran.

### Jordbruksreformer
AD:s landreformer distribuerade oproduktiva privata fastigheter och allmän mark för att stoppa nedgången i jordbruksproduktionen. Jordägare som fick sin mark konfiskerad fick generös kompensation.

### FALN:s gerillagrupp
Betancourt mötte hårt motstånd från extremister och rebelliska arméenheter. Trots det fortsatte han att trycka på för att fortsätta reformera ekonomin och utbildningsväsendet. En fraktion bröt sig ut från AD och bildade Leftist Revolutionary Movement (MIR). När de deltog i en misslyckad revolt mot en flottbas år 1962 beslöt Betancourt för att begränsa de civila rättigheterna. Delar av vänstern bildade därefter Armed Forces for National Liberation (FALN), en gerillaarmé.
Efter ett flertal attacker arresterade han slutligen de medlemmar i kongressen som tillhörde MIR och Kommunisterna. Det blev uppenbart att Fidel Castro hade beväpnat rebellerna, så Venezuela protesterade inför Organization of American States (OAS).

### Trujillos mordförsök
Betancourt attackerades även från högern. De fick hjälp från Rafael Trujillo, Dominikanska Republikens diktator, som var involverad i militära kretsar i Venezuela. Betancourt hade skarpt kritiserat Tjujillos diktatur - vilket ledde till att Trujillo utvecklade ett stort personligt hat mot Betancourt. Trujillo stödde därför en sammansvärjning bland exilvenezuelaner för att störta honom. Detta ledde till att Venezuelas regering tog fallet mot Trujillo till OAS. Detta ledde i sin tur till att Trujillo blev ännu vredgare och beordrade utländska agenter att mörda Betancourt i Caracas. 
Den 24 juni, 1960 detonerade en brandbomb då presidentens bil passerade en av Venezuelas största mötesplatser. Attentatet ledde till att presidenten blev allvarligt brännskadad. Fotografier av en skadad, men levande Betancourt distribuerades över jorden som ett bevis på att han överlevt mordförsöket. Attentatet dödade dock hans säkerhetschef, och skadade hans förare svårt. Med båda de brända händerna bandagerade gick Romulo Betancourt till sjukhuset, följd av fotografer. Händelsen ledde till att han steg i aktning bland folket samt att en av hans värsta motståndare krossades. Världsopinionen blev mycket upprörd över Trujillos agerande, och han blev mördad i Dominikanska Republiken ett år senare.

### Valet 1963
En av Betancourts största segrar var dock det val som hölls den 1 december 1963. Trots hot om att valet skulle störas deltog nära 90 % av de röstberättigade, och valet blev ett av de mest oklanderliga som skett fram till dess.
11 mars 1964 var en stolt dag för Venezuelas folk då landet för första gången fick en konstitutionellt vald president som lämnade över makten till en annan konstitutionellt vald president (Raúl Leoni), efter att ha fullföljt hela perioden.

### Betancourts doktrin
Den Venezuelanska presidentens motvilja gentemot odemokratiskt styre syntes i den så kallade Betancourtsdoktrinen, vilken vägrade diplomatiska relationer med någon regim, höger eller vänster, som kom till makten genom militär makt. Betancourt försvarade och representerade alltid demokratiska värden och principer i Latinamerika. Detta satte honom i särställning i en region som styrts av starka militära krafter, vilka dominerat och definierat politiken i regionen.
Det var under Kubakrisen, mellan USA och Kuba, som relationerna mellan president John F. Kennedy och president Betancourt blev närmare än någonsin tidigare. Det etablerades en direkttelefon mellan Vita huset och presidentpalats (presidentpalatset i Venezuela) då den Venezuelanska presidenten fått en hel del erfarenhet att hantera, och överleva, konflikter mellan Karibiska diktaturer och demokratiska regimer. Dessa diskussioner mellan presidenterna översattes av Betancourts enda dotter, Virginia, som agerade tolk och ansågs tillförlitlig.
Efterkommande presidenten Rafael Caldera förkastade doktrinen som han ansåg hade isolerat Venezuela i världen. Detta är en tes som fortsätter debatteras bland akademiker och intellektuella som i Betancourt inte ser en isolationist utan en modig försvarare av demokratiska principer, mitt bland motgångar och skrämmande fiender.

## Senare liv
År 1973 blev Betancourt belönad med en livstidsplats i Venezuelas senat, vilket han var behörig till som före detta president.
Hans sista dagar ägnades åt att skriva och åt hans hustru Renee Hartmann. Han dog 28 september 1981 på Doctors Hospital i New York. Efter hans död gjorde USA:s president Ronald Reagan följande uttalande:
"Jag talar för alla amerikaner när jag uttalar vår hjärtesorg över Rómulo Betancourts död. Även om han först och främst var en Venezuelansk patriot, var Rómulo Betancourt en speciellt nära vän till USA. Under 1950-talet såg han USA som en tillflyktsort då han var i exil, och vi var stolta över att ta emot honom. Vi är ärade att denna modige man, vars liv ägnades principerna om frihet och rättvisa - en man som kämpade mot diktatur från vänstern och högern - tillbringade sina sista dagar på våra stränder. Vi deltar i venezuelanska folkets, och de som älskar frihet runtom i världen, sorg efter hans död."

### Fotnoter
1. ↑  Phil Hopley (2004)

### Internet
Phil Hopley (2004). President Kennedys tal på la Morita, hämtad 2007-07-30

### Böcker
- Robert Jackson Alexander (1981). Rómulo Betancourt and the Transformation of Venezuela. ISBN 0-87855-450-5
- Rómulo Betancourt (1978). Venezuela: Oil & Politics. ISBN 0-395-27945-3